# Stefan Ruzowitzky
Stefan Ruzowitzky (Viena, 25 de diciembre de 1961) es un director de cine austriaco. Su película Los falsificadores (Die Fälscher en su título original) protagonizada por Karl Markovics, ganó en 2008 el Óscar a la mejor película de habla no inglesa. 
Ruzowitzky nació en Viena. Estudió drama e historia en la Universidad de Viena y comenzó a dirigir vídeos musicales, por ejemplo, para 'N Sync, y la publicidad.

## Filmografía
Director y guion
- 1995: Montevideo (Comedia de televisión).
- 1996: Tempo.
- 1998: Die Siebtelbauern: Espiga de plata en la Semana Internacional de Cine de Valladolid.
- 2000: Anatomía.
- 2001: Die Männer ihrer Majestät (solamente como director).
- 2003: Anatomía 2.
- 2007: Los falsificadores (Die Fälscher). Óscar 2008 a la mejor película de habla no inglesa.
- 2009: Hexe Lilli, der Drache und das magische Buch.
- 2012: Deadfall
- 2013: Das radikal Böse

## Premios y distinciones
Premios Óscar
| Año  | Categoría                                       | Película           | Resultado |
| ---- | ----------------------------------------------- | ------------------ | --------- |
| 2008 | Mejor película extranjera (de habla no inglesa) | Los falsificadores | Ganador   |